# 基尤橋
基尤橋（Kew Bridge）是英國倫敦泰晤士河上的一座橋樑，位於泰晤士河畔里奇蒙倫敦自治市和豪恩斯洛倫敦自治市。基尤橋是英國二級登錄建築。現在的基尤橋開業於1903年，最初名為愛德華五世橋。